# Ian D’Sa

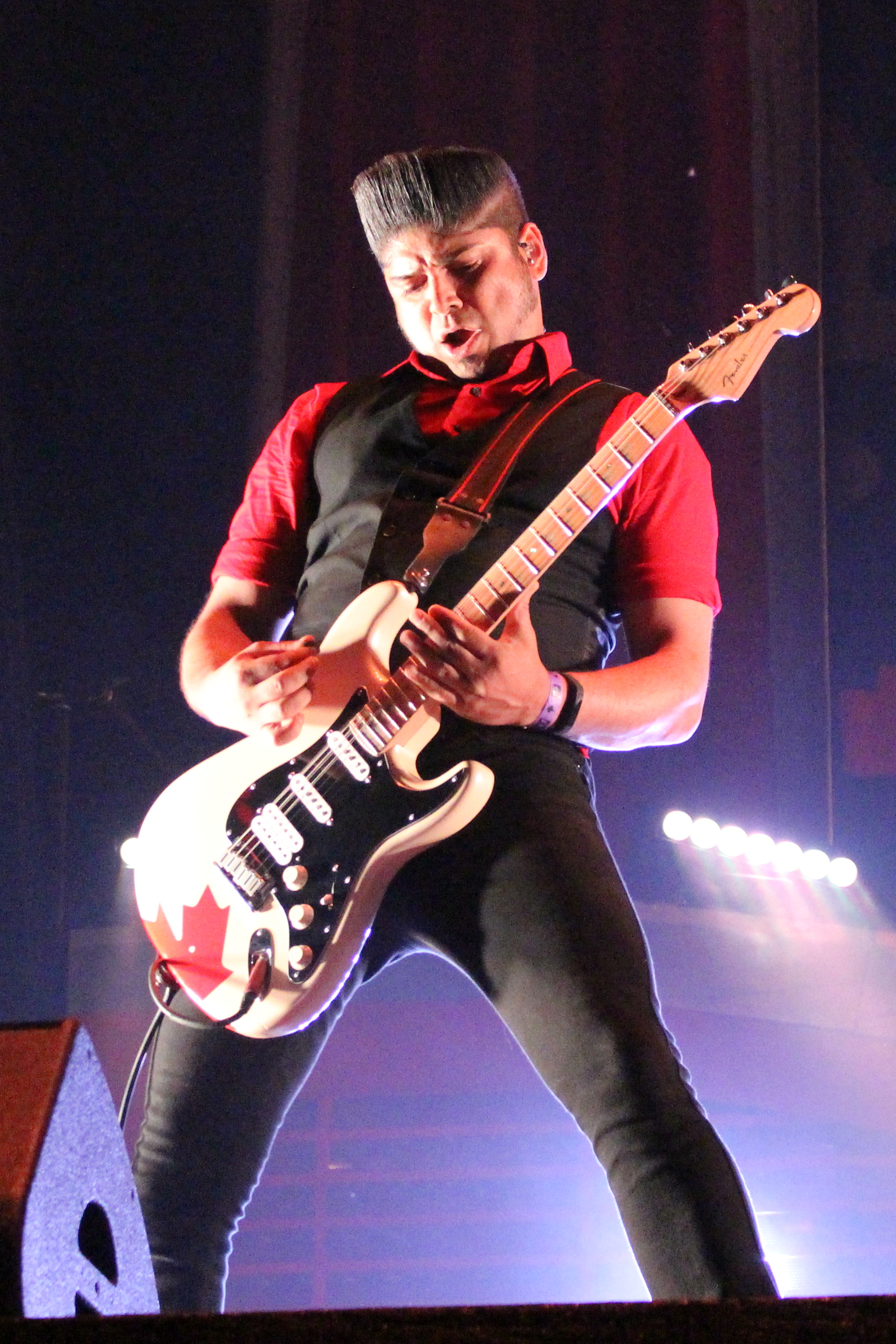
D’Sa, 2017

Ian Michael D’Sa (* 30. Oktober 1975 in London, England) ist Gitarrist, Backgroundsänger, Songwriter und Produzent der kanadischen Band Billy Talent.

## Leben und Karriere
D’Sas Familie zog von England nach Kanada, als er 3 Jahre alt war. Er wuchs in Mississauga, Ontario, auf und begann mit 13 Jahren, das Gitarrenspiel zu erlernen. 1991 gründete er mit Schulkameraden eine Band namens Dragonflower. Als sich 2 Jahre später die Band auflöste, gründete er die Band Soluble Fish, mit der er die 5-Song-Demo Nugget Sauces aufnahm. 1993 lernte er Ben Kowalewicz, Jon Gallant und Aaron Solowoniuk bei einer Schultalentshow kennen. Mit ihnen gründete er eine zweite Band neben Soluble Fish, Pezz (die Vorgängerband von Billy Talent). Er spielte einige Jahre in beiden Bands, bis sich Soluble Fish 1996 auflöste. Während er bei Pezz spielte, besuchte er das Sheridan College und erhielt dort sein Diplom für klassische Animation.

## Billy Talent
1999 änderten Pezz ihren Namen nach einem Charakter im Film Hard Core Logo in Billy Talent. Nach den Aufnahmen, der Veröffentlichung und einer Tour zu dem Album Billy Talent war D’Sa neben Gavin Brown  Koproduzent bei den Aufnahmen zu Billy Talent II. Er war zudem Koregisseur zum Video von Fallen Leaves, welches 2007 den MuchMusic Award für Bestes Musikvideo und Bestes Rock Video erhielt. Seit dem Album Dead Silence fungiert er als alleiniger Produzent der Billy-Talent-Alben.
D’Sa produzierte die Songs Do It or Die und Saved by Strangers für die EP Slaughter Daughter von Die Mannequin. Er spielte Gitarre in dem Song Lucky Me und spielte viele Gastauftritte bei Liveshows (unter anderem bei Alexisonfire, Sum 41 und Reuben). Er produzierte die erste Single Buried at Sea von The Operation M.D. auf dem Album Birds + Bee Stings. Seit 2007 engagiert sich Ian D’Sa für Song for Africa, ein kanadisches Anti-AIDS-Projekt, für das er den Song Land of a Thousand Hills schrieb.

## Diskografie
| Alben - Watoosh! (1999, mit Pezz) - Billy Talent (2003) - Billy Talent II (2006) - Billy Talent III (2009) - Dead Silence (2012) - Afraid of Heights (2016) - Crisis of Faith (2022) | Livealben/DVDs - Scandalous Travelers (2004, Tourdoku mit diversen Videos) - Live from the UK (2006) - Billy Talent 666 Live (2007) - Live at Festhalle Frankfurt (2023) | EPs - Nugget Sauces (1993, mit Soluble Fish) - Demoluca (1994, mit Pezz) - Dudebox (1995, mit Pezz) - Try Honesty EP (2001) - Try Honesty/Living in the Shadows (2003) - Rusted from the Rain EP (2009) - iTunes Live Session (2010) |

## Gitarren
- Fender Stratocaster Fat Strat Deluxe (weiß mit schwarzem Schlagbrett und rotem Ahornblatt an der Seite, für Liveauftritte)
- Fender Stratocaster Fat Strat Deluxe (schwarz mit rotem Schlagbrett, für Liveauftritte und Musikvideos)
- Fender Stratocaster Fat Strat Deluxe (dreifarbiges Sunburst mit weißem Schlagbrett, im "Devil in a Midnight Mass"-Video)
- Stratocaster Fat Strat Deluxe (schwarz mit rotem Schlagbrett, für Studioaufnahmen)
- ’52 Fender Telecaster Reissue (gelb, Spitzname "Crispy Chicken")
- ’72 Fender Telecaster Deluxe (für Studioaufnahmen)
- ’57 Gibson Les Paul Junior Reissue (für Studioaufnahmen)
- Nik Huber Twangmeister  (Milwaukee Warped Tour)